# خالد بن محفوظ
خالد بن سالم بن محفوظ (26 ديسمبر 1949 - 16 أغسطس 2009) ملياردير ومصرفي ورجل أعمال ومستثمر سعودي، رئيس مجلس إدارة سابق للبنك الأهلي التجاري وعضو سابق للجمعية العمومية لـ«مؤسسة عسير للصحافة والنشر». خالد هو ابن سالم بن محفوظ، رجل أعمال سعودي صعد من كونه صرافاً صغيراً ليصبح مؤسس البنك الأهلي التجاري، أول بنك سعودي خاص.
مع ثروة شخصية تقدر بنحو 3.2 مليار دولار، احتل بن محفوظ المرتبة 24 في قائمة مجلة أريبيان بزنس لأكثر العرب تأثيرا في العالم في عام 2008. في العام نفسه، احتل بن محفوظ المرتبة 214 في قائمة فوربس للمليارديرات.
بعد أحداث 11 سبتمبر 2001، وبسبب الدور المزعوم للسعودية في هذه الهجمات، وقعت شكوك كبيرة على الممولين والجمعيات الخيرية السعودية كمصادر لتمويل الإرهاب، واجه على إثرها خالد بن محفوظ اتهامات بتحويل الأموال إلى تنظيم القاعدة.

## حياته
خالد بن محفوظ هو ثاني أكبر أبناء سالم أحمد بن محفوظ، وهو سعودي صعد من كونه صرافًا أميًا إلى مؤسس أول بنك في بلده. خلف خالد والده في إدارة البنك الأهلي التجاري خلال ثمانينيات القرن الماضي.
في السبعينيات، اشترى خالد بن محفوظ منزلا بقيمة 3.5 مليون دولار، في منطقة ريفر أوكس في هيوستن. كما اشترى مزرعة تبلغ مساحتها أربعة آلاف فدان (16 كم مربع) على طول نهر ترينتي في مقاطعة ليبيرتي، تكساس، بالقرب من مزرعة جيمس آر باث. في 11 أبريل 2013، طُرحت إحدى ممتلكاته - تقع على مساحة 121 فدانًا - للبيع بسعر 2.4 مليون يورو.
في عام 1990 حصل خالد بن محفوظ على الجنسية الأيرلندية من خلال إجراءات الاستثمار الداخلي.
تُقدّر صافي ثروته الشخصية بـ3.2 مليار دولار في عام 2006، مما جعله واحدًا من أغنى الأشخاص في العالم في ذلك الوقت؛ كما قُدّرت ثروته العائلية بأكثر من 4 مليارات دولار.

## المسار الأدبي
مع خبراته البنكية في مجال المال والأعمال، كان خالد بن محفوظ شاعرا يكتب تحت اسم مستعار (الناصر)، وقد تغنى بقصائده عدد من المطربين السعوديين والعرب.

## البنك الأهلي التجاري
في عام 1997، باع أكثر من 20 % من حصته في البنك الأهلي التجاري، بقيمة 1.8 مليار دولار، لمستثمرين سعوديين، وبعدها باع 50 % من حصة العائلة لصندوق الاستثمارات العامة السعودي. وفي عام 2002، باعت العائلة مجدداً ما تبقى من حصتها للصندوق نفسه.

## وفاته
توفى خالد بن محفوظ في 16 أغسطس 2009، إثر نوبة قلبية مفاجئة في قصره بحي الأندلس بجدة، ووري جثمانه الثرى في مقبرة الفيصلية في جدة.

## روابط خارجية
- خالد بن محفوظ على موقع ميوزك برينز (الإنجليزية)
- خالد بن محفوظ على موقع إن إن دي بي (الإنجليزية)